# Wolfgang Sartorius von Waltershausen
Wolfgang Sartorius Freiherr von Waltershausen (17 de diciembre de 1809 - 16 de marzo de 1876) fue un geólogo alemán del siglo XIX. 

## Primeros años y familia
Waltershausen nació en Gotinga y fue educado en la universidad de esa ciudad. Allí, dedicó su atención a la ciencia física y natural, en particular, la mineralogía. Waltershausen fue llamado en honor de Johann Wolfgang von Goethe, quien era un amigo cercano a sus padres. Su padre, Georg Sartorius (posteriormente, Sartorius von Waltershausen), fue un escritor y profesor de economía e historia en Gotinga; en especial, es conocido por ser el traductor y dar a conocer La riqueza de las naciones de Adam Smith. El hijo de Waltershausen, August, también fue un economista reconocido que estudió la economía de Estados Unidos y, al menos, uno de sus libros fue traducido al inglés.

## Carrera

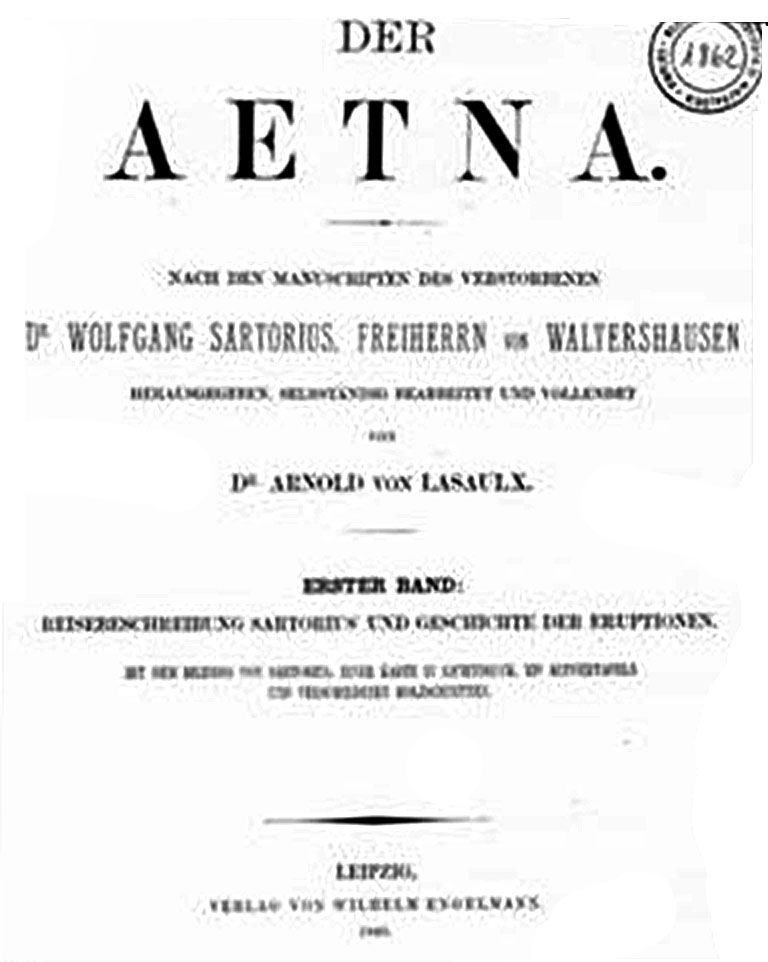
Portada de Der Aetna, libro póstumo publicado en 1880.

Durante un viaje entre 1834 y 1835, Waltershausen llevó a cabo una serie de observaciones magnéticas en varias partes de Europa. Luego, dedicó su atención a una exhaustiva investigación del volcán Etna en Sicilia con algunas interrupciones hasta 1846, muchas veces, acompañado de Christian Heinrich Friedrich Peters. El principal resultado de su labor fue su Atlas des Ätna (1858-1861), en el cual distinguió las corrientes de lava formadas durante los últimos siglos.
Tras su retorno del Etna, Waltershausen visitó Islandia y publicó Physisch-geographische Skizze von Island (1847), Über die vulkanischen Gesteine in Sizilien und Island (1853) y Geologischer Atlas von Island (1853). Mientras tanto, fue nombrado profesor de mineralogía y geología en Gotinga y mantuvo este puesto, por unos treinta años, hasta su muerte en esa misma ciudad.
En 1866, Waltershausen publicó un importante ensayo titulado Recherches sur les climats de l'époque actuelle et des époques anciennes, en el cual expresó su creencia de que la Era del Hielo se debió a cambios en la configuración de la superficie de la Tierra.
En 1880, Arnold von Lasaulx editó las notas de Waltershausen y las publicó en un libro titulado Der Aetna.

## Gauss zum Gedächtnis
Waltershausen también fue el autor de Gauss zum Gedächtnis, en 1862. Esta biografía, publicada a raíz de la muerte de Carl Friedrich Gauss, es considerada como la biografía que Gauss deseaba que fuera contada. También es la fuente de una de las citas matemáticas más famosas: «La matemática es la reina de todas las ciencias».
Cuando Gauss falleció en Gotinga, dos personas hablaron en su funeral: su yerno, Heinrich Ewald, y Waltershausen, en representación de la Universidad de Gotinga.

## Obra
- Ueber die submarinen vulkanischen Ausbrüche in der Tertiär-Formation des Val di Noto im Vergleich mit verwandten Erscheinungen am Aetna, Vandenhoeck und Ruprecht, Gotinga 1846 (Google Books: , )

- Über die vulkanischen Gesteine in Sicilien und Island und ihre submarine Umbildung, Dieterichsche Buchhandlung, Gotinga 1853 (Google Books: )

- Erläuterungen zum geologischen Atlas von Island, Dieterichsche Buchhandlung, Gotinga 1853 (Google Books: )

- Gauss zum Gedächtniss, S. Hirzel, Leipzig 1856.

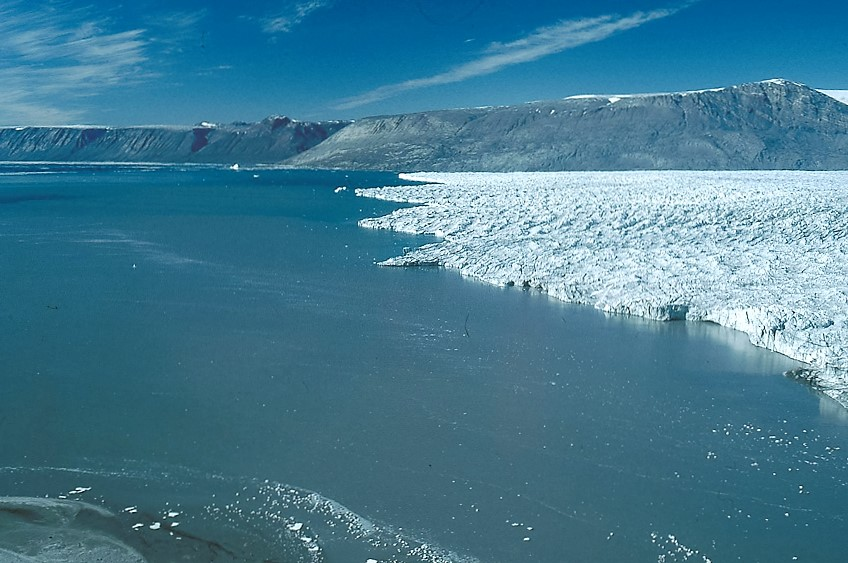
Glaciar Waltershausen.

- Der Aetna. 1858–1861

## Honores

### Eponimia
Existe la sartorita, un mineral llamado en su honor, así como el Waltershausen Gletscher en el Parque nacional del noreste de Groenlandia (73°52′N 24°20′O / 73.867, -24.333).